# تعليم طبي مستمر
تعلم طبي مستمر هو شكل خاص من أشكال التعليم المستمر والذي يساعد العاملين في المجال الطبي من المحافظة على قدراتهم ومهاراتهم الطبية وكذلك يساعدهم على تعلم كل ما هو جديد في المجالات والنواحي الطبية التي تتطور وتتقدم بسرعة مما يوجب على الكوادر الطبية مواكبة هذا التقدم.
النشاطات التي يشملها هذا النوع من التعليم تضم:
1. اللقاءات العلمية
2. ورش العمل
3. نشر الأوراق العلمية
4. الصوتيات والمرئيات الطبية
5. الدورات الطبية عبر الأنترنت

ويقوم بوضع المحتوي العلمي لهذه الأنشطة مجموعات من الخبراء في المجالات والتخصصات الطبية المختلفة، ولكن تبقى في النهاية مشكلة العلاقة بين الرعاية المالية لهذه النشاطات وبين القائمين على تنظيمها، حيث غالباً ما يقوم المصنعين للأجهزة الطبية أو الأدوية بالتسويق لمنتجاتهم خلال هذه الأنشطة.

## التعليم الطبي المستمر في العالم العربي
أصبحت بعض البلدان العربية تعتبر أن التعليم الطبي المستمر للمهنيين والكوادر الطبية ضرورة ملحة تتطلبها بيئة العمل وعنصر مهم من عناصر التنمية المستدامة مما جعل وزارة الصحة في هذه البلدان تشرع وتسن القوانين المنظمة لهذا النوع من التعليم في شكل نظام الساعات المعتمدة المطلوبة لتجديد رخصة مزاولة المهنة للأطباء والكوادر الطبية الأخرى. ومن أمثلة هذه البلدان:

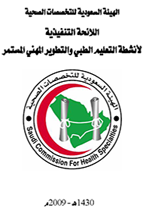
اللائحة التنفيذية لأنشطة التعليم الطبي والتطوير المهني المستمر الصادرة من الهيئة السعودية للتخصصات الصحية

المملكة العربية السعودية : قامت الهيئة السعودية للتخصصات الصحية باعتماد اللائحة التنفيذية لأنشطة التعليم الطبي والتطوير المهني المستمر  وذلك في 18 -3- 1430 هجرية وذلك حرصاً منها على القيام بالدور المخول بها من اتخاذ كل ما يلزم لمتابعة الخدمة الصحية المقدمة بالمملكة والحرص على تطوير مجال الخدمة الصحية إلى المستويات العالمية. وتوضح اللائحة كل القواعد المنظمة لأعتماد الساعات التعليمية والحد الأدنى المطلوب لاصدار وتجديد رخصة مزاولة الخدمة الصحية. وتعتير المملكة من أوائل الدول العربية المطبقة لنظام التعليم الطبي المستمر بشكل رسمي وجعله إلزاماً على مقدمي الخدمة الطبية.
الأمارات العربية المتحدة : أطلقت أبوظبي في 28 أكتوبر 2010 النظام الإلكتروني الخاص باعتماد الساعات المعتمدة اللازمة لتجديد رخص مزاولة المهنة وقام بتخصيص موقع إلكتروني  لذلك